# 18 décembre
Pour les articles homonymes, voir Dix-Huit-Décembre.
18 novembre 18 janvier
Chronologies thématiques
- Croisades
- Ferroviaires
- Sports
- Disney
- Anarchisme
- Catholicisme

Abréviations / Voir aussi
- (° 1852) = né en 1852
- († 1885) = mort en 1885
- a.s. = calendrier julien
- n.s. = calendrier grégorien
- Calendrier
- Calendrier perpétuel
- Liste de calendriers
- Naissances du jour

Le 18 décembre est le 352e jour de l'année du calendrier grégorien, 353e lorsqu'elle est bissextile. Il reste ensuite 13 jours avant la fin de l’année.
C'était généralement le 28 frimaire du calendrier républicain français, officiellement dénommé jour de la truffe (le champignon).

## Événements

### XIIesiècle
- 1118 : prise de Saragosse par le roi Alphonse Ier d'Aragon.

### XIIIesiècle
- 1271 : Khubilai Khan rebaptise son empire "Yuan", et consacre la naissance de la dynastie impériale des Yuan.

### XIVesiècle
- 1378 : le roi Charles V de France dénonce la forfaiture du duc Jean IV de Bretagne, et ordonne la confiscation de son duché.

### XVIesiècle
- 1582 : l'année n'a pas en France de 18 décembre. Du fait de l'adoption du calendrier grégorien par ce pays, le lendemain du dimanche 9 décembre aura été le lundi 20 décembre directement.
- 1582 : Ordination de Laurent de Brindes, capucin, futur Docteur de l'Église,
- 1593 : Ordination de François de Sales, futur fondateur de la Visitation et Docteur de l'Église, promoteur de la Non-violence,

### XVIIIesiècle
- 1776 : ratification de la première Constitution de la Caroline du Nord, futur État fédéré des actuels États-Unis d'Amérique.
- 1779 : Ordination de Charles-Maurice de Talleyrand-Périgord ;
- 1787 : le New Jersey ratifie la Constitution États-Unis, et en devient ainsi le troisième État fédéré.
- 1793 : fin du siège de Toulon. Le capitaine Napoléon Bonaparte est nommé Général de Brigade.

### XIXesiècle
- 1806 : Napoléon entre dans Varsovie, au cours de sa campagne de Prusse et de Pologne.
- 1831 : la diète de Pologne reconnaît l’insurrection nationale[pas clair].
- 1865 : l'esclavage est aboli, aux États-Unis, par la proclamation du XIIIe amendement de leur Constitution fédérale.

### XXesiècle

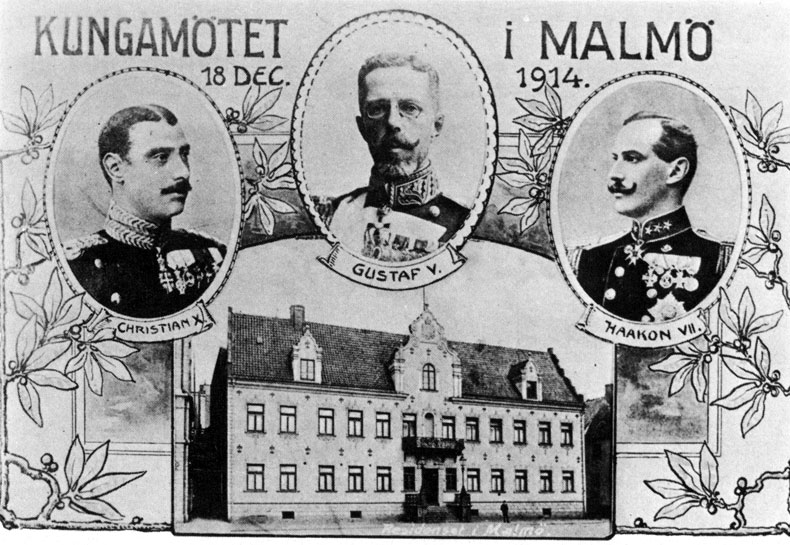
Affiche sur la rencontre de trois des rois scandinaves à Malmö le 18 décembre 1914.

- 1914 : rencontre de trois des rois Scandinaves, à Malmö (Suède), alors que la Première Guerre mondiale vient d'éclater l'été précédent sur le sol européen[1].
- 1916 : fin de la bataille de Verdun, l'une des plus longues et meurtrières de la Première Guerre mondiale.
- 1923 : une convention sur Tanger est signée entre la France, le Royaume-Uni et l'Espagne.
- 1925 : lors du XIVe Congrès du PCUS, Staline fait triompher la thèse du « socialisme dans un seul pays », sur celle de la révolution mondiale défendue par Léon Trotski[2].
- 1945 : l'Uruguay est admis à l'ONU.
- 1956 : le Japon est admis à l'ONU.
- 1970 : création d'Airbus, par Roger Béteille.
- 1976 : le dissident Vladimir Boukovsky est libéré par Moscou, contre la libération du communiste Luis Corvalán, par le gouvernement chilien de Pinochet.
- 1978 : la Dominique est admise à l'ONU.
- 1986 : naissance du groupe de Rio, association visant à améliorer la coopération entre les différents pays d'Amérique latine.
- 1990 : adoption de la Convention internationale sur la protection des droits de tous les travailleurs migrants et des membres de leur famille.
- 1999 : tentative d'assassinat de Chandrika Kumaratunga, présidente du Sri Lanka.

### XXIesiècle
- 2003 : l'Iran signe le protocole additionnel au traité de non-prolifération nucléaire (TNP)[3].
- 2005 : 
  - victoire d'Evo Morales, aux élections générales boliviennes.
  - bataille d'Adré, au Tchad.
- 2016 : élections législatives en Côte-d'Ivoire.
- 2017 : en Autriche, Sebastian Kurz, âgé de 31 ans, devient chancelier et est le plus jeune chef de gouvernement du monde.
- 2018 : en Belgique, annonce de la démission du Premier ministre Charles Michel, devenu en 2019 président du Conseil des chefs d'État et de gouvernement de l'Union européenne.
- 2021 : à Taïwan, un référendum d'origine populaire à questions multiples est organisé. Et le "non"  l'emporte aux quatre référendums, un revers pour l'opposition[4].
- 2023 : les États-Unis annoncent le lancement de l’opération Gardien de la prospérité pour mettre fin aux attaques des Houthis en mer Rouge[5].

## Arts, culture et religion
- 1582 : sur décision du Pape Grégoire XIII, transposée en droit "national", l'année n'a pas en France de 18 décembre. Du fait de l'adoption du calendrier grégorien par ce pays, le lendemain du dimanche 9 décembre aura été le lundi 20 décembre directement.
- 1582 : ordination presbytérale de Laurent de Brindes, capucin, futur Docteur de l'Église,
- 1593 : ordination presbytérale de François de Sales, futur évêque de Genève (puis saint et docteur de l'Église catholique), promoteur de la Non-violence.
- 1779 : ordination presbytérale de Charles-Maurice de Talleyrand-Périgord, prélat puis homme politique français.
- 1823 : fondation de la congrégation des Filles de la charité du Sacré-Cœur de Jésus, par l'abbé Jean-Maurice Catroux.
- 1870 : départ de l'abbé Jean-Nicolas Bauzin, curé de Saint-Privat-la-Montagne, pour le nord de l'Europe.
- 1892 : présentation du ballet Casse-noisette, de Tchaïkovsky, au théâtre Mariinsky de Saint-Pétersbourg, en Russie tsariste.
- 1907 : l'abbé Giaccomo Della Chiesa est consacré évêque. Nommé archevêque de Bologne, il sera ensuite le pape Benoît XV.
- 1944 : à Paris, premier numéro du journal Le Monde.
- 1994 : découverte de la grotte Chauvet.

- 2015 : sortie mondiale du septième volet de la saga de science-fiction Star Wars.
- 2023 : Fiducia supplicans : autorisation donnée aux prêtres catholiques par le pape François de bénir (non sacramentellement) les personnes vivant en couple en dehors des fdéfinitions du mariage.
- 2024 : le pape François canonise par équipollence les seize carmélites de Compiègne (vitrail).

## Sciences et techniques
- 1582 : l'année n'a pas en France de 18 décembre. Du fait de l'adoption du calendrier grégorien par ce pays, le lendemain du dimanche 9 décembre aura été le lundi 20 décembre directement.
- 1958 : lancement du premier satellite de télécommunications, nommé SCORE, par le lanceur spatial américain Atlas.
- 2006 : inauguration en France du synchrotron SOLEIL, de 3e génération.
- 2013 : première implantation d’un cœur artificiel total, à l’hôpital européen Georges-Pompidou de Paris.

## Économie et société
- 1582 : l'année n'a pas en France de 18 décembre. Du fait de l'adoption du calendrier grégorien par ce pays, le lendemain du dimanche 9 décembre aura été le lundi 20 décembre directement.
- 1970 : Aerospatiale et Deutsche Airbus forment officiellement Airbus.
- 2015 : 
  - fermeture de la fosse Kellingley, dernière mine souterraine de charbon de Grande-Bretagne, quelques jours après la clôture de la COP21 de Paris-Le Bourget.
  - L’IESG officialise le code erreur HTTP 451, en cas de censure d’un site web.
- 2023 : en Chine, un séisme frappe le comté de Jishishan, faisant 148 victimes et de nombreux blessés[6].

## Naissances

### XVIesiècle
- 1574 : Marie-Anne de Bavière, mère de l'empereur Ferdinand III du Saint-Empire († 1616).Christine de Suède, native d'un 18 décembre, celui de 1626

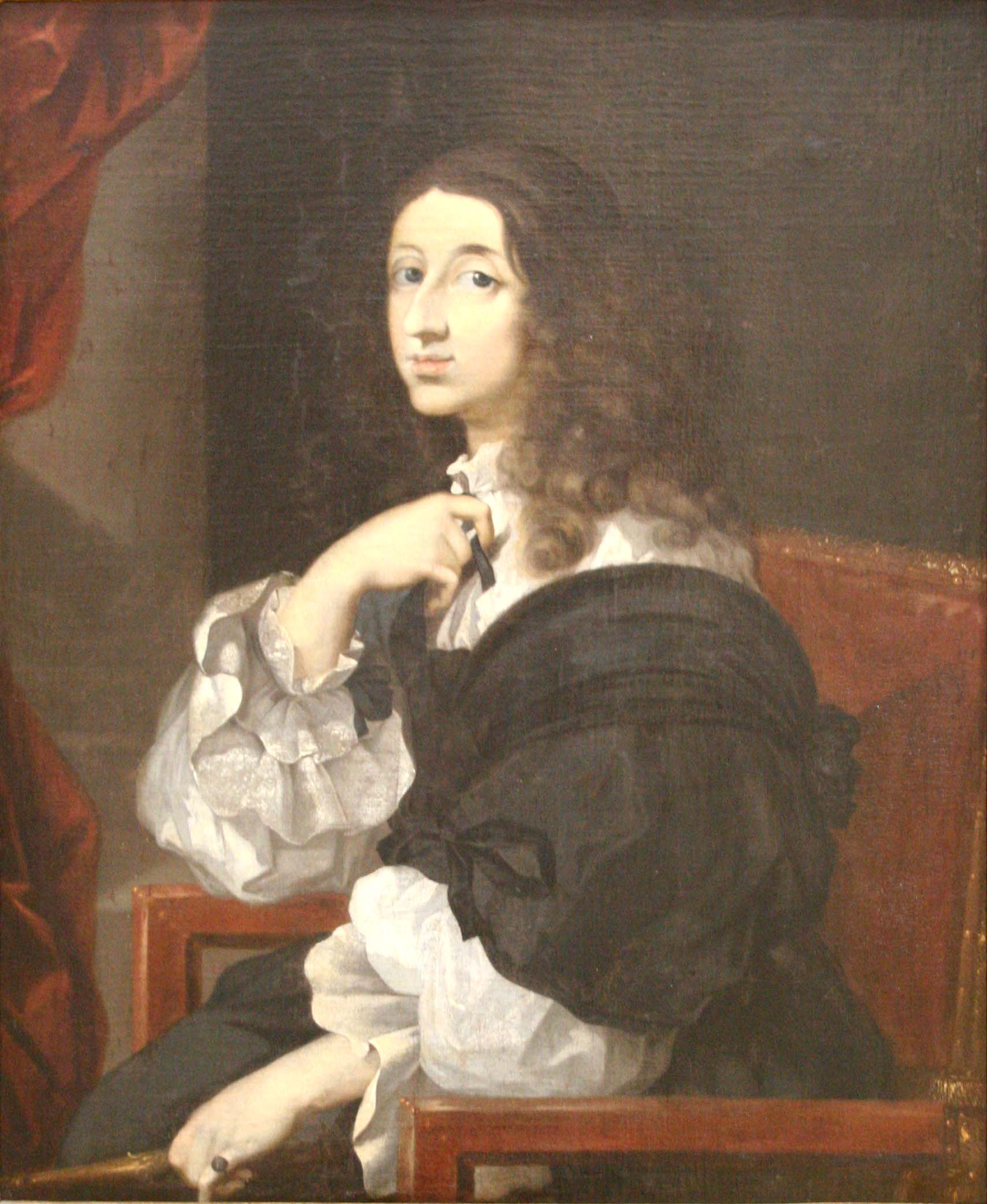
Christine de Suède, native d'un 18 décembre, celui de 1626

- 1590 : Guillaume, comte de Sarrebruck († 1640).

### XVIIesiècle
- 1626 : Christine, reine de Suède de 1632 à 1654 (portrait ci-contre, † 1689).
- 1660 : Jeanne-Madeleine de Hanau-Lichtenberg, comtesse de Linange et de Dabo († 1715).

### XVIIIesiècle
- 1714 : 
  - Philippine-Élisabeth d'Orléans, Mademoiselle de Beaujolais, fille du Régent († 1734).
  - Nicolas Ier Joseph Esterházy, homme de guerre autrichien († 1790).
- 1724 : Louise de Grande-Bretagne, reine de Danemark († 1751).
- 1725 : Camille de Lorraine, comte de Marsan (+ 1780).Victor Jaclard, natif du 18 décembre 1840

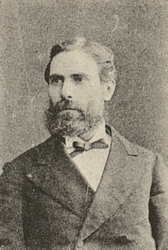
Victor Jaclard, natif du

- 1730 : Sophie de Bellegarde, comtesse d'Houdetot, salonnière française († 1813).
- 1736 : Frédérique-Dorothée de Brandebourg-Schwedt, duchesse de Wurtemberg († 1798).
- 1746 : Venanzio Rauzzini, chanteur lyrique italien († 1810).
- 1750 : Berthold Proly, révolutionnaire Français d'origine Belge(1794)
- 1763 : Félicité-Thérèse (Felicitas Theresia) de Hohenzollern-Hechingen, princesse allemande († 1834).
- 1768 : Marie-Guillemine Benoist, peintre française († 1826).
- 1773 : Charles Steeb, prêtre allemand, fondateur des Sœurs de la Miséricorde de Vérone († 1856).
- 1784 : François Le Saulnier de Saint-Jouan, armateur et corsaire français († 1847).
- 1788 : Camille Pleyel, compositeur et facteur de piano (+1855)

### XIXesiècle

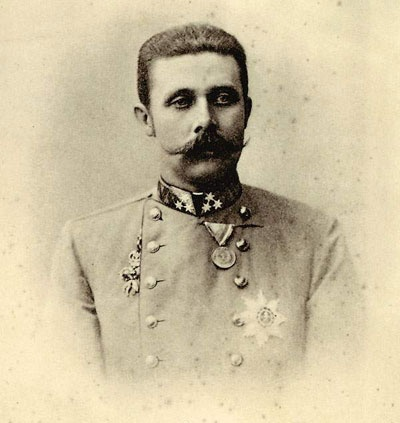
L'archiduc François-Ferdinand, né le

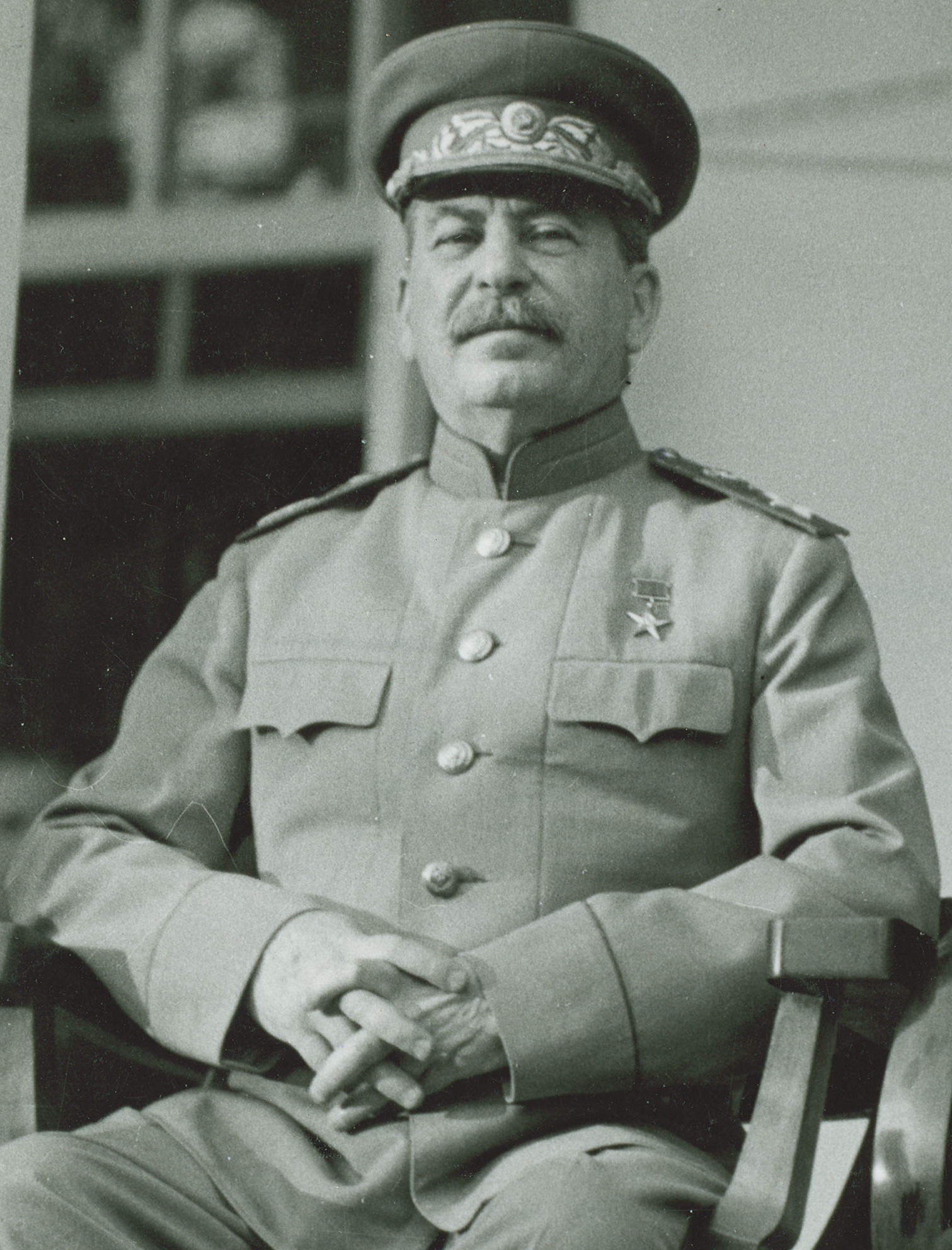
Joseph Staline né en 1878

- 1807 : Gatien Marcailhou, médecin, compositeur et pédagogue Français (+ 1855)
- 1824 : Gustave Cosson, photographe français († 1896).
- 1826 : Alexandre Chatrian, écrivain Français († 1890).
- 1829 : Guillaume de Bade, fils cadet du grand-duc Léopold Ier de Bade († 1897).
- 1830 : Frédéric Lix († 1897).
- 1835 : Elisabeth (de) Bade, princesses germanique († 1891).
- 1837 : Ernest Hoschedé, négociant français en tissu, ancêtre de l'animatrice Dorothée († 1891).
- 1839 : Théodule Ribot, fondateur de la psychologie française († 1916).
- 1840 : Victor Jaclard, homme politique français, en hauteur († 1903).
- 1856 : Joseph John Thomson, physicien britannique († 1940).
- 1862 : Carlo Petitti di Roreto, général et homme politique italien († 1933).
- 1863 : François-Ferdinand, archiduc d'Autriche († 1914).
- 1866 : Alexandre Protopopov, homme politique russe (exécuté en 1918).
- 1870 : Saki, écrivain britannique († 1916).
- 1873 : 
  - Francis Burton Harrison, homme politique américain († 1957)
  - Gratien Candace, homme politique français († 1953).
- 1878 : Joseph Staline, révolutionnaire russo-géorgien puis chef d'État de l'URSS († 1953).
- 1879 : Paul Klee, peintre suisse († 1940).
- 1882 : William Finnemann, évêque philippin, résistant aux Japonais, « serviteur de Dieu » († 1942)
- 1883 : Raimu, acteur français († 1946).
- 1886 : Ty Cobb, joueur de baseball américain († 1961).
- 1888 : 
  - Charles-Albert, archiduc d'Autriche († 1951).
  - Gladys Cooper, actrice britannique († 1971).
- 1890 : Edwin Howard Armstrong, ingénieur américain († 1954).
- 1894 : Alfred Schlemm, général d'armée allemand († 1986).
- 1898 : Fletcher Henderson, pianiste, compositeur et arrangeur américain († 1952).
- 1899 : Pierre Forest, homme politique français († 1984).

### XXesiècle
- 1901 : Maurice Audubert-Boussat, professeur et écrivain français († 1992).
- 1902 : Bruno Zauli, dirigeant sportif italien († 1963).
- 1903 : Rachel Auerbach, journaliste, historienne et écrivaine juive polonaise († 1976).
- 1904 : George Stevens, réalisateur, scénariste et producteur américain († 1975).
- 1905 : Ferd Johnson, auteur de bande dessinée américain († 1996).
- 1906 : Ferdinand Alquié, écrivain et philosophe français († 1985).
- 1907 :
  - Louis Guillaume, écrivain et poète français, († 1971).
  - Éric de Montmollin, écrivain, enseignant et journaliste vaudois († 2011).
- 1908 : Albert Schwartz, nageur américain († 1986).
- 1909 : Yvonne Cormeau, agent du service secret britannique († 1997).
- 1910 : Eric Tindill, joueur de rugby et de cricket néo-zélandais († 2010).
- 1911 : Jules Dassin, réalisateur américain († 2008).
- 1912 : Robert Legrand, historien français, spécialiste de la Révolution française et de Gracchus Babeuf († 2006).Vivian Bullwinkel, native de 1915
- 1913 :

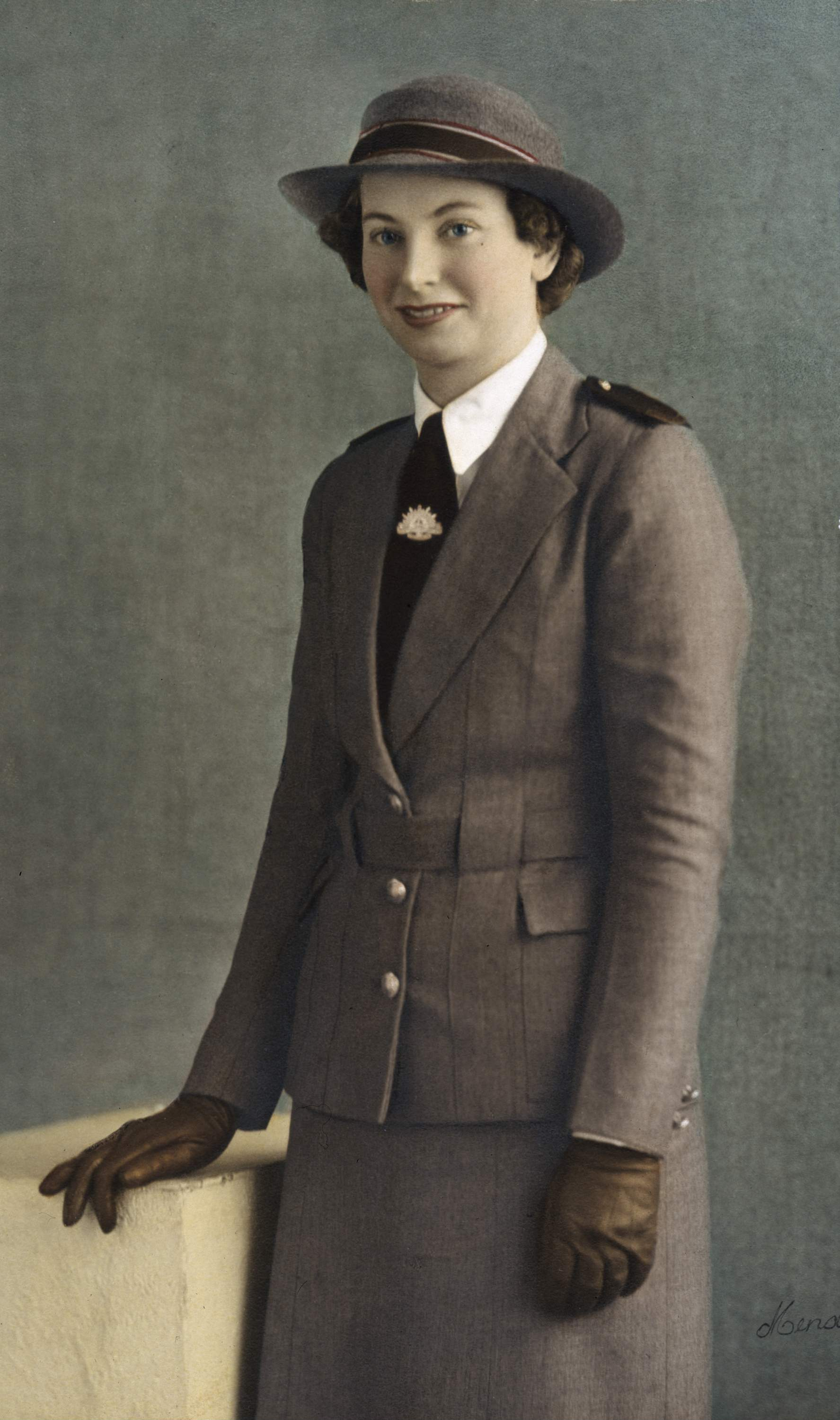
Vivian Bullwinkel, native de 1915

  - Alfred Bester, écrivain américain († 1987).
  - Willy Brandt, journaliste puis chancelier allemand, prix Nobel de la paix († 1992).
- 1914 :
  - Adolf Diekmann, commandant allemand SS co-responsable à Oradour-sur-Glane († 1944).
  - Aimé Teisseire, militaire français († 2008).
- 1915 :
  - Vivian Bullwinkel, infirmière de l'armée australienne († 2000).
  - Vintila Horia, écrivain roumain d'expression française († 1992).
  - Pierre Khantine, résistant français († 1944).
  - Dario Mangiarotti, escrimeur italien († 2010).
  - Peter Laslett, historien et anthropologue anglais († 2001).
  - Bill Zuckert, acteur américain († 1997).
- 1916 :
  - Betty Grable, actrice, danseuse, chanteuse et pin-up américaine († 1973).
  - Pauline Morrow Austin, physicienne et météorologue américaine († 2011).
- 1917 : Ossie Davis, acteur, réalisateur, scénariste et producteur américain († 2005).
- 1918 : Pierre Desgraupes, journaliste et homme de télévision français († 1993).
- 1920 : Eddy Marnay, parolier français († 2003).
- 1921 :
  - Nelly Benedetti, comédienne († 2011).
  - Youri Nikouline, clown et acteur russe († 1997).
- 1922 : 
  - Paul Van Aerschodt, militant politique belge († 2011).
  - Mariya Dolina, aviatrice et héroïne soviétique († 2010).
- 1923 : Lotti van der Gaag, peintre et sculptrice néerlandaise († 1999).
- 1925 : John Szarkowski, photographe américain († 2007).
- 1927 : Roméo LeBlanc, journaliste et homme politique canadien, 25e gouverneur général du Canada († 2009).
- 1928 :
  - Galt MacDermot, pianiste et compositeur d’origine québécoise († 2018).
  - Georges Rhigas, peintre et lithographe grec vivant en France.
- 1929 :
  - Serge Deyglun, animateur, chanteur et acteur québécois († 1972).
  - Józef Glemp, cardinal polonais archevêque de Varsovie († 2013).
- 1930 : André Tubeuf, écrivain, philosophe et critique musical français  († 2021).
- 1931 :
  - Jacques Grand'Maison, écrivain, sociologue, théologien, enseignant et prêtre québécois († 2016).
  - André S. Labarthe, critique de cinéma, producteur, réalisateur et scénariste français († 2018).
  - Gatien Lapointe, écrivain et poète canadien († 1983).
  - François-Henri de Virieu, journaliste français († 1997).
- 1932 :
  - Nikolaï Roukavichnikov, cosmonaute soviétique († 2002).
  - Roger Smith, acteur et scénariste américain († 2017).
- 1934 : 
  - François Essig, haut fonctionnaire français[7].
  - Boris Volynov, cosmonaute soviétique.Michael Moorcock, né en 1939
- 1935 : 

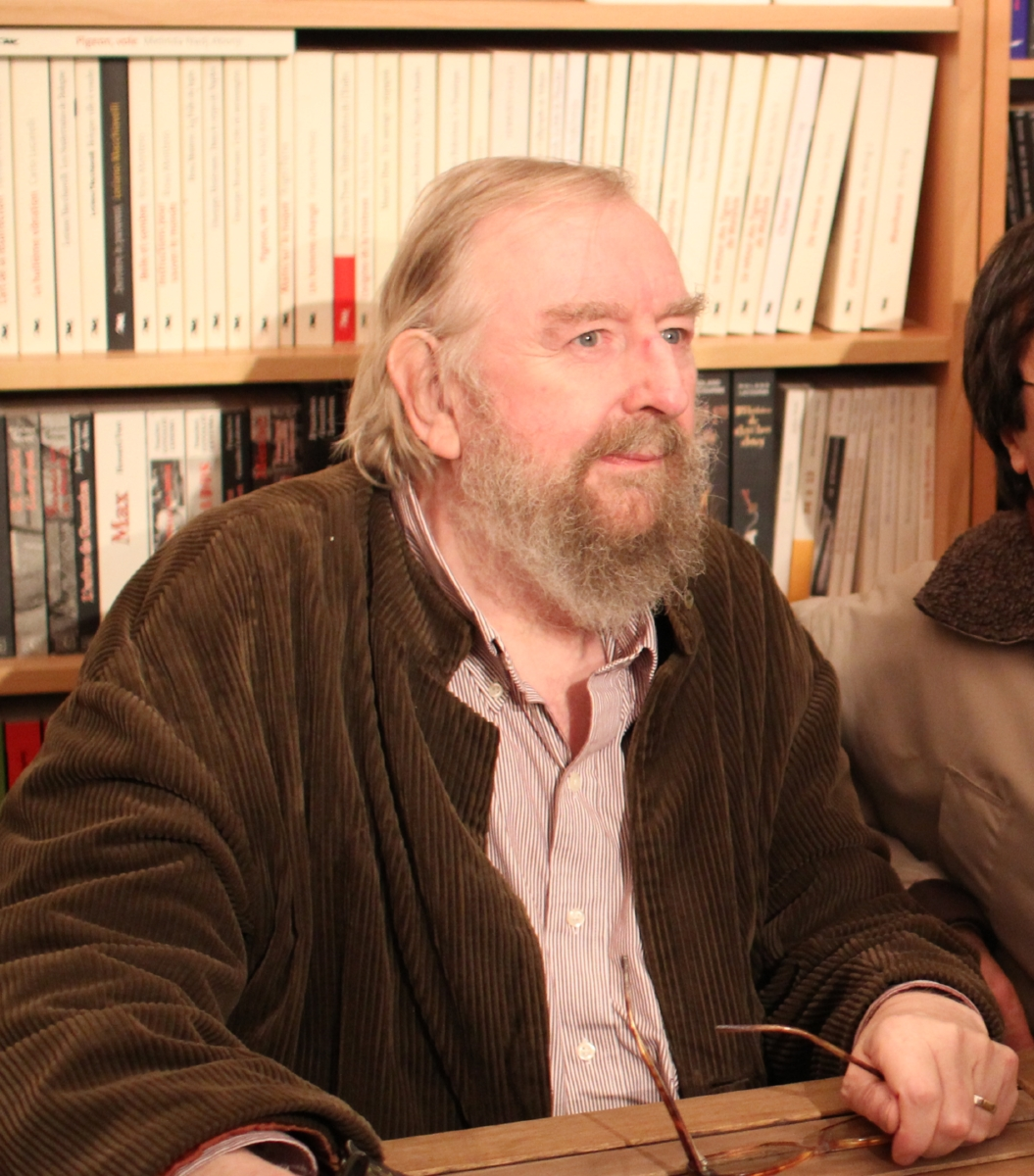
Michael Moorcock, né en 1939

  - Rosemary Leach, actrice britannique (+ 2017).
  - Else Baker, survivante Allemande des camps de la mort

- 1937 : Graziano Mancinelli, cavalier italien champion olympique (+ 1992).
- 1938 :
  - Chas Chandler, bassiste britannique du groupe The Animals († 1996).
  - Roger E. Mosley, acteur américain († 2022).
- 1939 : Michael Moorcock, écrivain britannique.
- 1940 : Michel Ugon, ingénieur et inventeur français († 2021).
- 1941 : Jan Kowalczyk, cavalier polonais champion olympique († 2020).
- 1943 :
  - Bobby Keys, musicien américain saxophoniste (The Rolling Stones, † 2014).
  - Keith Richards, musicien britannique, guitariste du groupe The Rolling Stones.
  - Alan Rudolph, réalisateur, scénariste et producteur américain.
- 1944 : André Caron, homme politique canadien († 1997).
- 1945 :
  - Thierry Desmarest, homme d'affaires français.
  - Robert Eads, homme trans américain († 1999).
  - Jean Pronovost, hockeyeur professionnel québécois.
- 1946 :
  - Steve Biko, militant anti-apartheid sud-africain († 1977).
  - Steven Spielberg, réalisateur américain.Laurent Voulzy (né en 1948) au festival breton des Vieilles Charrues de 2016.

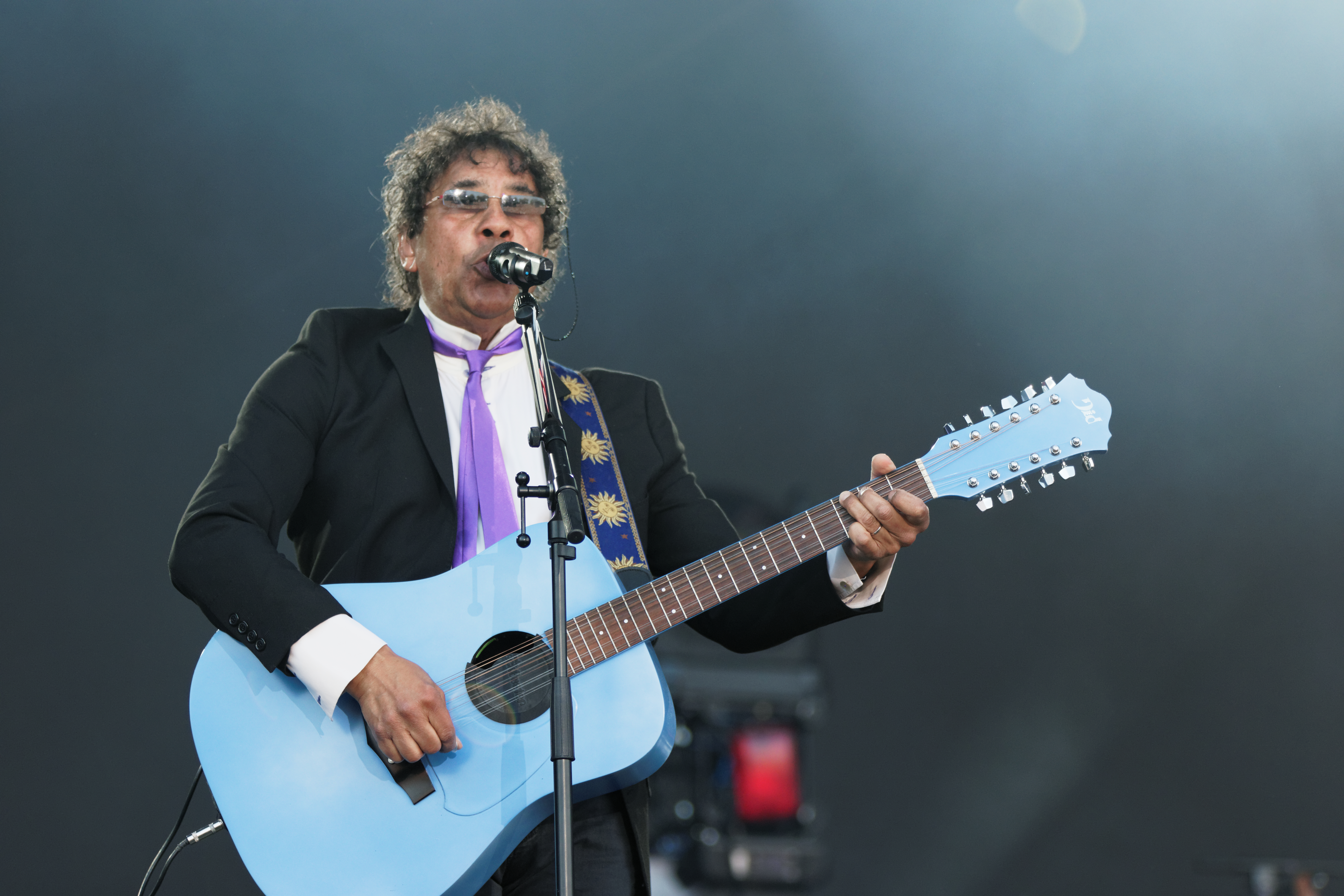
Laurent Voulzy (né en 1948) au festival breton des Vieilles Charrues de 2016.

- 1947 : Jean Musy, compositeur et arrangeur français.
- 1948 :
  - Edmund Kemper, tueur en série américain.
  - Mimmo Paladino, peintre et sculpteur italien.
  - Laurent Voulzy, compositeur et chanteur français.
- 1949 : 
  - László Branikovits, footballeur hongrois († 2020).
  - Frédéric Lopez, raseteur français.
  - Wanaro N'Godrella, joueur de tennis français († 2016).
- 1951 :
  - Pape Diouf, journaliste sportif et dirigeant de club de football franco-sénégalais († 2020).
  - Andy Thomas, astronaute américain.
  - Vladimir Yumin, lutteur soviétique champion olympique († 2016).
- 1952 : Bettina Rheims, photographe française.
- 1953 :
  - Elliot Easton, guitariste américain du groupe The Cars.
  - Daniel Poliquin, romancier et traducteur canadien.
- 1954 : Ray Liotta, acteur américain († 2022).Brad Pitt (1963)

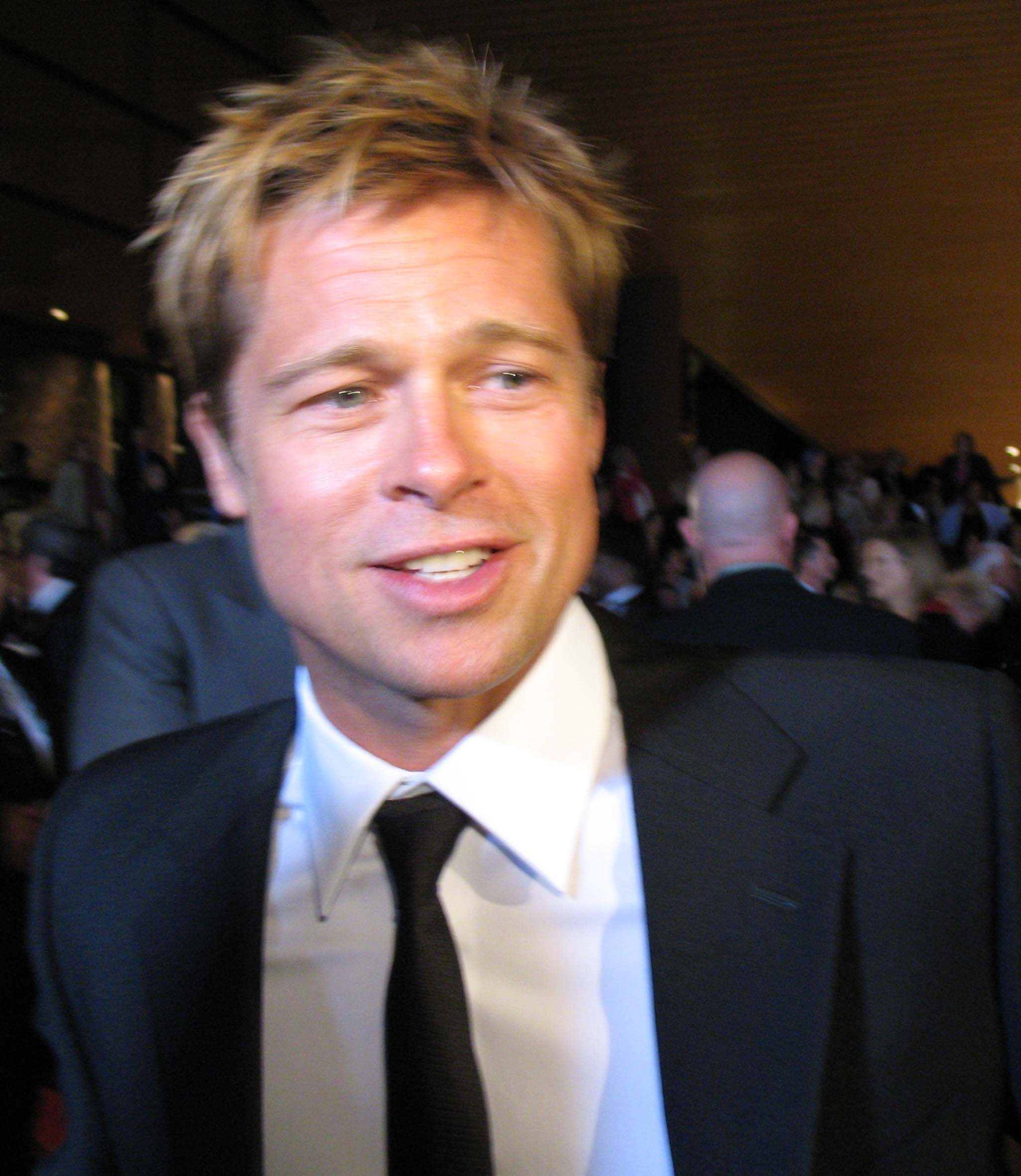
Brad Pitt (1963)

- 1955 : André Geerts, auteur de bande dessinée belge († 2010).
- 1956 : Reinhold Ewald, spationaute Allemand.
- 1957 : Vincent Carraud, philosophe Français.
- 1958 : Marie-Pierre de La Gontrie, avocate et femme politique française.
- 1959 :
  - Pascal Wintzer, évêque catholique français, archevêque de Poitiers depuis 2012.
  - Jean-Philippe Puymartin, acteur et réalisateur Français.
- 1960 : Yoon Suk-yeol, avocat et homme d'État sud-coréen, président de la république de Corée du 10 mai 2022 au 4 avril 2025.
- 1961 :
  - A. M. Homes, écrivaine américaine.
  - Brian Orser, patineur artistique canadien.
  - Bernard Sévigny, homme politique québécois.
- 1962 : Claude Askolovitch, journaliste français de radio et de télévision, essayiste, chroniqueur.
- 1963 :
  - Djemel Barek, acteur et metteur en scène franco-algérien († 2020).
  - Isabelle Duchesnay, patineuse artistique canadienne et française.
  - Pauline Ester, chanteuse française.
  - Brad Pitt, acteur américain.Gianluca Pagliuca (1966)
- 1964 :

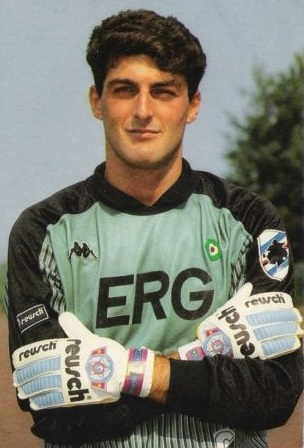
Gianluca Pagliuca (1966)

  - Pierre Nkurunziza, enseignant burundais devenu président de la République († 2020).
  - Frédéric Deban, comédien français.
  - Stone Cold Steve Austin, catcheur américain.
- 1965 : Sebastian Grigg, homme politique britannique.
- 1966 : Gianluca Pagliuca, footballeur italien.
- 1968 : Casper Van Dien, acteur américain.
- 1969 :
  - Santiago Cañizares, footballeur espagnol.
  - Justin Edinburgh, footballeur puis entraîneur anglais († 2019).
  - Alexia Laroche-Joubert, productrice et animatrice de télévision française.
- 1970 :
  - Yutaka Aihara, gymnaste japonais.
  - Rob Van Dam, catcheur américain.
  - DMX, rappeur américain († 2021).
  - Lucious Harris, basketteur américain.
  - Miles Marshall Lewis, écrivain américain.
- 1971 :
  - Lucy Deakins, actrice américaine.
  - Arantxa Sánchez Vicario, joueuse de tennis espagnole.
- 1972 : Rebecca Manzoni, journaliste française de radio et de télévision.
- 1973 : Fatuma Roba, marathonienne éthiopienne championne olympique.
- 1974 : Mazarine Pingeot, écrivaine française.
- 1975 :
  - Cyril Jeunechamp, footballeur français.Christina Aguilera (1980) à San Remo.
  - Sia, chanteuse australienne.

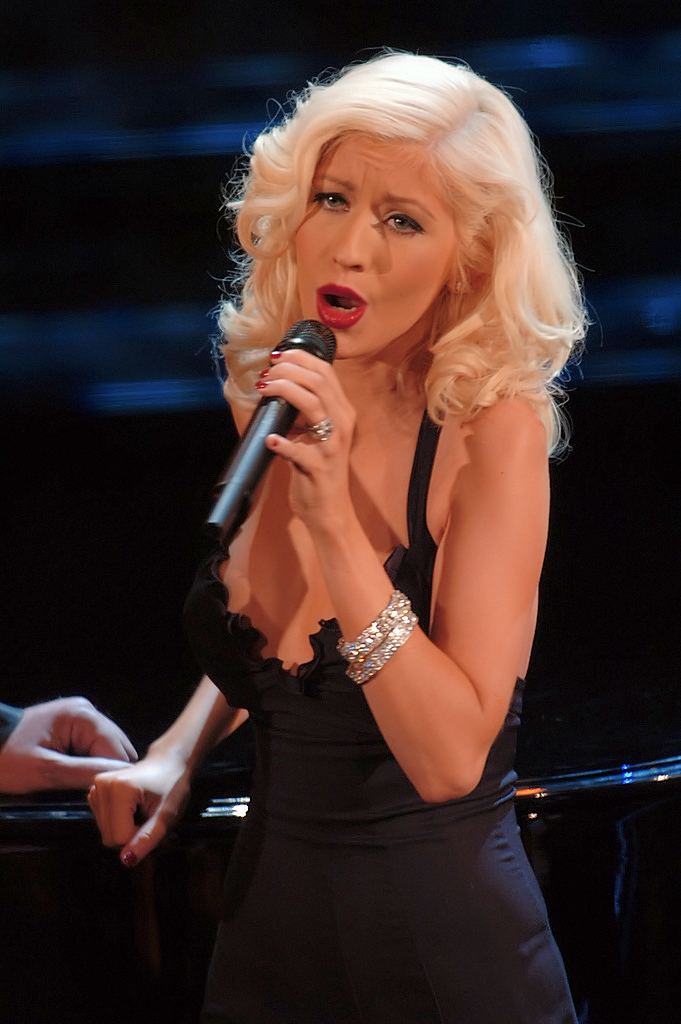
Christina Aguilera (1980) à San Remo.

  - Trish Stratus, catcheuse américaine.
- 1976 : Véronic DiCaire, imitatrice-chanteuse canadienne.
- 1977 : Axwell, disc-jockey et producteur de musique house suédois.
- 1978 : Katie Holmes, actrice américaine.
- 1979 : Phillip Heath, bodybuilder américain.
- 1980 : Christina Aguilera, chanteuse américaine.
- 1982 : 
  - Murphy Lee, rappeur américain.
  - Cédric O, homme politique français.
- 1983 : Lawrence Arcouette, acteur et photographe québécois.
- 1984 :
  - Brian Boyle, hockeyeur sur glace américain.
  - Giuliano Razzoli, skieur alpin italien.
- 1986 :
  - Chris Carter, joueur de baseball américain.
  - François Hamelin, patineur de vitesse sur courte piste québécois.
  - Vincenzo Sofo, homme politique Italien, époux de Marion Maréchal.
- 1987 :
  - Miki Andō, patineuse japonaise.
  - Alina Plugaru, actrice pornographique roumaine.
- 1989 : Ashley Benson, actrice et mannequin américaine.
- 1990 : 
  - Victor Hedman, hockeyeur sur glace suédois.
  - Yaya Diomandé, écrivain ivoirien.
- 1991 : Jacques Auberger, musicien français.
- 1992 : 
  - Bridgit Mendler, actrice et chanteuse américaine.
  - Kristen Faulkner, cycliste américaine, championne olympique.
- 1994 : Gerard Gumbau, footballeur espagnol.

### XXIesiècle
- 2001 :
  - Billie Eilish, chanteuse américaine.
  - Jalen Johnson, basketteur américain.

## Décès

### IXesiècle
- 821 : Théodulphe, évêque d'Orléans de 798 à 818, proche collaborateur de Charlemagne (° v. 755).

### XVesiècle
- 1415 : Louis de France, Dauphin du Viennois (° 1397).

### XVIesiècle
- 1505 : Jean de Hornes, prince-évêque de Liège de 1483 à 1505. (° 1450).

### XVIIesiècle
- 1679 : Jean-Frédéric, duc de Brunswick-Calenberg (° 1625).

### XVIIIesiècle
- 1714 : César d'Estrées, cardinal français, évêque de Laon de 1653 à 1681 (° 1628).
- 1737 : Antonio Stradivari, luthier italien (° 1644).

### XIXesiècle
- 1818 : Louis-Auguste, prince d'Anhalt-Köthen (° 1802).
- 1829 : Jean-Baptiste de Lamarck, naturaliste français (° 1744).
- 1869 : Louis Moreau Gottschalk, pianiste et compositeur américain (° 1829).
- 1879 : Tevita ʻUnga, prince héritier tongien, Premier ministre des Tonga de 1876 à 1879 (° v. 1824).
- 1880 : Michel Chasles, mathématicien français (° 1793).
- 1882 : Adéodat Dufournel, homme politique français (° 1808).
- 1886 : Pierre Van Tieghem de Ten Berghe, homme politique belge (° 18 décembre 1804)
- 1892 : Richard Owen, biologiste et paléontologue britannique (° 1804).
- 1895 : Albert d'Autriche, duc de Teschen issu de la Maison impériale et royale d'Autriche-Hongrie (° 1817).

### XXesiècle
- 1902 : Raoul Charlemagne, homme politique français (° 1821).
- 1913 : Emil Rohde, comédien bavarois (° 1839).
- 1922 : Nelly Roussel, militante féministe et anarchiste française (° 1878).
- 1926 : Anton Docher, missionnaire franciscain français (° 1852).
- 1930 : Emmanuela Potocka, salonnière française (° 1852).
- 1931 : Louis Billot, cardinal et jésuite français (° 1846).
- 1936 : Andrija Mohorovičić, sismologue croate (° 1857).
- 1943 : Jacques Tayar, officier, résistant, compagnon de la Libération (° 1915).
- 1947 : Ernesto Aurini, peintre, photographe, dessinateur et caricaturiste italien (° 1873).
- 1948 : William Edge, homme politique britannique (° 21 novembre 1880).
- 1955 : Marguerite Deval, actrice française (° 1866).
- 1958 : Felipe Maeztu, officier français de la Légion étrangère (° 1905).
- 1961 : Olga Capri, actrice italienne (° 1883).
- 1967 : Nicolas Untersteller, peintre français académicien ès beaux-arts (° 1900).
- 1968 : Frantz Adam, psychiatre et photographe français (° 1886).
- 1970 : Marc Boegner dit « le pasteur Boegner », théologien, homme d'Église, essayiste et académicien français (° 1881).
- 1971 :
  - Bobby » Jones, golfeur américain (° 1902).
  - Diana Lynn, actrice américaine (° 1926).
- 1976 : François Carpentier, architecte français (° 1910).
- 1980 :
  - Alexis Kossyguine, homme politique soviétique, chef du gouvernement de 1964 à 1980 (° 1904).
  - Gabrielle Robinne, comédienne française (° 1886).
- 1986 : Alain Caron, hockeyeur professionnel québécois (° 1938).
- 1990 :
  - Anne Revere, actrice américaine (° 1903).
  - Paul Tortelier, violoncelliste français (° 1914).
- 1993 : Steve James, acteur américain (° 1952).
- 1995 : Konrad Zuse, ingénieur allemand (° 1910).
- 1996 :
  - Irving Caesar, compositeur, dramaturge, librettiste et lyriciste américain (° 1895).
  - Iouli Khariton, physicien russe (° 1904).
- 1997 :
  - Chris Farley, acteur américain (° 1964).
  - Uzi Narkiss, militaire israélien (° 1925).
  - Rafael Ortega, matador espagnol (° 1921).William Edge, homme politique britannique († 18 décembre 1948).
  - Michel Quoist, prêtre et écrivain français (° 1921).
- 1998 :
  - Lev Demine, cosmonaute russe (° 1926).
  - Abdurajak Abubakar Janjalani, islamiste philippin (° 1963).
  - Bernard Loriot, peintre français (° 1925).
- 1999 : Robert Bresson, réalisateur français (° 1901).

### XXIesiècle
- 2001 :
  - Gilbert Bécaud, chanteur, compositeur et pianiste français (° 1927).
  - Marcel Mule, saxophoniste français (° 1901).
  - Tolomouch Okeev, cinéaste soviétique puis kirghize (° 1935).
  - Marcelle Tassencourt, actrice française, directrice de théâtre, veuve de Thierry Maulnier (° 1914).
- 2002 : Ray Hnatyshyn, homme politique canadien, gouverneur général du Canada de 1990 à 1995 (° 1934).
- 2003 :
  - Charles Berlitz, linguiste et écrivain américain (° 1914).
  - Pierre Daigneault, acteur et écrivain québécois (° 1925).
  - Otto Graham, joueur de foot U.S. et basketteur américain (° 1921).
- 2004 : Anthony Sampson, écrivain britannique (° 1926).
- 2006 :
  - Joseph Barbera, producteur et réalisateur de dessins animés américain (° 1911).
  - Michel Berny, réalisateur et scénariste français (° 1945).
  - Salvador Botella, cycliste sur route espagnol (° 1929).
  - Maurice Cocagnac, prêtre et théologien français (° 1924).
  - Mavor Moore, acteur, scénariste et producteur canadien (° 1919).
  - Virpi Niemelä, astronome et astrophysicienne argentine (° 1936).
  - Bertie Reed, skipper sud-africain (° 1943).
- 2007 : Sadanand Bakre, peintre et sculpteur indien (° 1920).
- 2008 : W. Mark Felt, agent américain du FBI (° 1913).
- 2009 :
  - Jacqueline Laurent, actrice française (° 1918).
  - Renée Lebas, chanteuse et productrice de musique française (° 1917).
- 2010 : 
  - Max Jammer, physicien et philosophe israélien (° 1915).
  - Tassó Kavadía, actrice grecque (° 1921).
  - Tommaso Padoa-Schioppa, homme politique italien (° 1940).
  - Jacqueline de Romilly, helléniste et deuxième femme académicienne française (° 1913).
- 2011 : Václav Havel, dramaturge, essayiste, dissident puis homme d'État tchécoslovaque président de la République tchèque (° 1936).
- 2012 : 
  - Branko Kralj, footballeur yougoslave puis croate (° 1924).
  - Camil Samson, homme politique québécois (° 1935).
- 2013 : 
  - Ronnie Biggs, criminel anglais impliqué dans l'attaque du train postal Glasgow-Londres) (° 1929).
  - Jean Thibaudeau, écrivain français (° 1935).
  - Paul Torday, écrivain et homme d'affaires britannique (° 1946).
- 2014 : 
  - Georges Aubert, acteur et doubleur vocal français (° 1917).
  - Anne Clancier, psychanalyste et femme de lettres française (° 1913).
  - Claude Frikart, prélat catholique français (° 1922).
  - Larry Henley, chanteur et auteur-compositeur américain (° 1937).
  - Ingvar Kjellson, acteur suédois (° 1923).
  - Virna Lisi, actrice italienne (° 1936).
  - Robert Simpson, météorologue américain (° 1912).
  - Bùi Ngọc Tấn, écrivain vietnamien (° 1934).
  - Ante Žanetić, footballeur yougoslave puis croate (° 1936).
- 2015
- Carlo De Mejo, acteur Italien (°1945)
- 2016 :
  - Zsa Zsa Gábor, actrice américaine (° 1917).
  - Léo Marjane, chanteuse française devenue centenaire (° 1912).
- 2017 : 
  - Jonghyun, chanteur du boy band sud-coréen Shinee (° 1990).
  - Georges Othily, homme politique français (° 1944).
- 2018 : Peter Masterson, acteur et réalisateur américain (° 1934).
- 2019 : 
  - Claudine Auger, actrice française (° 1941).
  - Alain Barrière, chanteur français (° 1935).
  - Jacques Bravo, homme politique français, ancien maire du 9e arrondissement parisien (° 1943).
  - Gueoulah Cohen, femme politique et journaliste israélienne (° 1925).
  - Ibrahim Diarra, joueur de rugby à XV français (° 1983).
  - Kenny Lynch, acteur et compositeur britannique (° 1938).
  - Arty McGlynn, guitariste traditionnel irlandais (° 1944).
  - Abbey Simon, pianiste américain (° 1920).
- 2021 : Tawfik Bahri, acteur tunisien (° 1952).
- 2022 :
  - Maurice Briand, homme politique français (° 9 juin 1949).
  - Lando Buzzanca, acteur italien (° 24 août 1935).
  - Mohamadou Dabo, homme d'affaires camerounais (° ? 1959).
  - Martin Duffy, claviériste britannique (° 18 mai 1967).
  - Trevor Fancutt, joueur de tennis sud-africain (° 14 juillet 1934).
  - Janine Ghobert, femme politique belge (° 24 avril 1931).
  - Terry Hall, chanteur britannique (° 19 mars 1959).
  - Wim Henderickx, compositeur de musique contemporaine belge (° 17 mars 1962).
  - Janine Quiquandon, éditrice et résistante française (° 16 janvier 1920).
  - Carol Teichrob, femme politique canadienne (° 27 août 1939).
  - Xi Xi, écrivaine chinoise de Hong Kong (° 7 octobre 1937).
- 2023 :
  - Giovanni Anselmo, sculpteur, artiste conceptuel, illustrateur et dessinateur italien (° 5 août 1934).
  - Norman Arthur, général britannique (° 6 mars 1931).
  - Ronnie Caryl, guitariste britannique (° 10 février 1953).
  - John Godfrey, homme politique canadien (° 19 décembre 1942).
  - Jaakko Hämeen-Anttila, chercheur et universitaire finlandais (° 26 février 1963).
  - Bo Larsson, footballeur international suédois (° 5 mai 1944).
  - David Maxwell, rameur d'aviron britannique (° 8 avril 1951).
  - Arno Mayer, historien américain (° 19 juin 1926).
  - Jean-Yves Monnat, biologiste et naturaliste français (° 2 avril 1942).
  - Abderrahim Ouakili, footballeur marocain (° 12 décembre 1970).
  - Susanna Parigi, chanteuse, autrice et pianiste italienne (° 20 juillet 1961).
  - Brian Price, joueur international de rugby à XV (° 30 octobre 1937).
- 2024 :
  - Cosmas Michael Angkur, prélat indonésien (° 4 janvier 1937).
  - Dietmar Constantini, footballeur puis entraîneur autrichien (° 30 mai 1955).
  - Fred Lorenzen, pilote de NASCAR américain (° 30 décembre 1934).
  - Jean-Pierre Marchand, géographe français (° 2 juillet 1942).
  - John Marsden, instituteur et écrivain australien (° 27 décembre 1950).
  - Hermes Phettberg, acteur, artiste, écrivain et animateur de télévision autrichien (° 5 octobre 1952).
  - Zilia Sánchez, artiste peintre et sculptrice cubaine (° 12 juillet 1928).
  - Klaus Wolfermann, athlète de lancers du javelot allemand (° 31 mars 1946).

## Célébrations

### Internationales et nationales
- Nations unies voire H.C.R. etc. : journée internationale des migrants[8].
- UNESCO voire Ligue arabe etc. : journée mondiale pour la langue arabe[9].
- Niger : fête nationale.
- Qatar : fête nationale.

### Religieuses
- Fêtes religieuses romaines (attestées surtout dans un village de l'actuelle Lombardie en Italie du nord) : Eponalia (it) en l'honneur de la déesse gallo-romaine Epona, en ce deuxième jour des Saturnales.

### Saints des Églises chrétiennes

#### Saints des Églises catholiques et orthodoxes
- Auxence (IVe siècle), évêque[10],[11].
- Badagisle de Metz (VIe siècle), évêque.
- Désiré († 700), moine.
- Eubiote de Bithynie (IVe siècle), martyr.
- Flannan († 778), évêque.
- Flavit († 630), Ermite.
- Florus d'Amisios († VIIe siècle), évêque.
- Gatien de Tours († 250), évêque.
- Michel le syncelle († 846), moine.
- Modeste de Jérusalem († 684), archevêque (fêté en Orient le 18 décembre, en Occident le 16 décembre).
- Namphamon, Miggin, Sanaem et Lucitas († IIe siècle), martyrs.
- Quintus (IIIe siècle), martyr.
- Sébastien de Rome († 287), martyr avec ses compagnons (fêté en Orient le 18 décembre, en Occident le 20 janvier).
- Winebaud de Heidenheim († 761), ou en allemand Wunibald, abbé en Bavière.
- Zozime et Rufus († 107), martyrs.

#### Saints et bienheureux des Églises catholiques
- Joseph Cho Yun-Ho († 1866), martyr[10].
- Julie Valle († 1916), bienheureuse religieuse italienne.
- Paul Mi († 1838), laïc vietnamien mort martyr.
- Pierre Duong († 1838), laïc vietnamien mort martyr.
- Pierre Truât († 1838), laïc vietnamien mort martyr.

#### Saint orthodoxe
- Sébastien du mont Poshekon († vers 1492), ermite[11].

### Prénoms du jour
- Gatien et son féminin Gatienne.

Et aussi :
- Briac, Briag fêtés dès le 17 décembre en Bretagne ; Briec, Brieg et Brieuc sont plutôt fêtés les 1er mai.
- Brian et ses formes masculines Brayan, Brayane, Brayann, Briand, Bryan et Bryann ; et féminines Briana, Brianna, Brianne et Bryana.
- Zosime et ses variantes : Zozima, Zozimène, etc.
- Epona, Épona, Ĕpŏnă, Épone, de Ἔπονα / Épona, la déesse Épona en grec ancien.

## Traditions et superstitions

### Dictons
- « À la Saint-Gatien, les jours rallongent du pas d'un chien. »[12]
- « À la Saint-Gatien, vilain, ramasse ton bois et endors-toi. »[13]
- « Si décembre fait le tendre, crois-moi l'hiver n'est pas loin, il est là à Saint-Gatien. »[14]

### Astrologie
- Signe du zodiaque : 26e jour du Sagittaire.

## Toponymie
- Les noms de plusieurs voies, places, sites ou édifices de pays ou régions francophones contiennent cette date sous diverses graphies : voir Dix-Huit-Décembre .